# Brachionichthys australis
Brachionichthys australis är en fiskart som beskrevs av Last, Gledhill och Edward Morell Holmes 2007. Brachionichthys australis ingår i släktet Brachionichthys och familjen Brachionichthyidae. Inga underarter finns listade.